# Ida Schugge
Ida Mathilda Schugge, född 1846, död 1918, var en svensk lärare.
Hon var dotter till sjökapten C. F. Schugge. Hon studerade vid Högre lärarinneseminariet i Stockholm 1863–1867. Hon gjorde en studieresa till Frankrike 1867 och en till Danmark 1869–1870, och studerade språk i England 1882. Hon var föreståndare vid Umeå elementarläroverk för flickor 1871–1881. Hon var sedan föreståndare vid Skellefteå elementarläroverk för flickor från dess grundande 1881 till skolan uppgick i Skellefteå samrealskola 1909. Hon undervisade själv i kristendom och engelska. Hon hyllades för sin organisationsförmåga och kristna livssyn. Hon spelade en viktig roll i lokalsamhället.